# Хуліо Гармендія Пенья
Хуліо Гармендія Пенья (1952) — кубинський дипломат. Колишній надзвичайний і Повноважний Посол Куби в Україні.
Нині він надзвичайний і Повноважний Посол Куби в Росії.

## Біографія
Народився в 1952 році. Закінчив Гаванський університет, факультет політичних наук.
До призначення в грудні 2003 року послом Куби в Україні впродовж 4 років працював начальником управління Східної Європи Центрального комітету Компартії Куби, до цього очолював відділ ЦК Компартії Куби.
24 березня 2004 року вручив вірчі грамоти Президенту України Леоніду Кучмі.